# Paul Eduard Crodel
Paul Edward Crodel (n. el 7 de septiembre de 1862 en Cottbus; † 28 de julio de 1928 en Dietramszell), llamado Schnee-und-Regen-Crodel, fue un paisajista alemán y cofundador de la Secesión de Múnich. Perteneció a la familia de pintores Crodel.

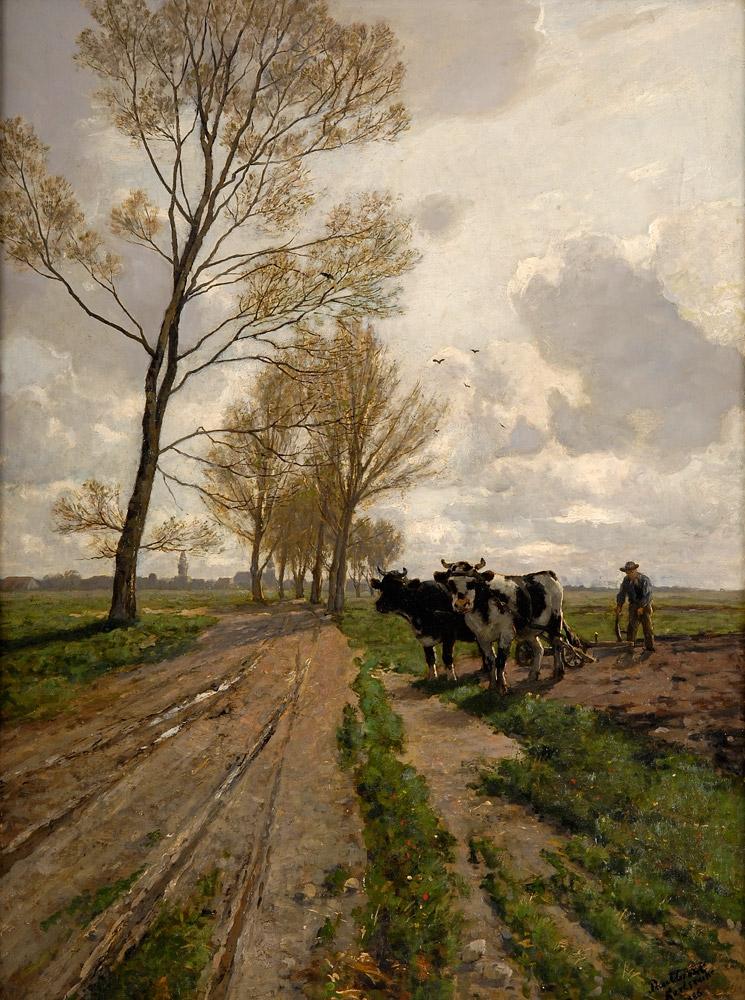
Paul Crodel: Paisaje primaveral con arado de bueyes

## Vida y obra
Paul Eduard Crodel estudió de 1882 a 1885 en la Escuela de Arte Gran Ducal con Woldemar Friedrich y Theodor Hagen y luego durante tres años en la Academia de Karlsruhe con Hermann Baisch. En 1888 se trasladó a Múnich, donde expuso regularmente en el Palacio de Cristal desde 1890 y fue cofundador de la Secesión de Múnich en 1892.
Como pintor al aire libre, exploró por primera vez los suburbios del norte de Múnich: "Cuando Bernhard Buttersack construyó su casa en Haimhausen an der Amper, en el encantador e íntimo paisaje del norte de Múnich que aún no había sido 'descubierto'. Adolf Heinrich Lier exploró sus posibilidades pintorescas, fundó su hogar, y abrió allí una especie de academia privada conocida como escuela de Lier. Artistas como Christian Landenberger, Otto Ubbelohde, Paul Crodel, Wilhelm Ludwig Lehmann se convirtieron en sus alumnos y dan testimonio de él a través de sus obras: en todas partes se puede sentir el toque de la tradición de Lier como el arte de la representación íntima del paisaje y cuidado. de lo cercano y pequeño, que se realza a través del arte para volverse significativa y relevante.
Luego exploró los Alpes, en la zona de Isny. Y pasó el invierno de 1907-1908 en Suiza.
Las vistas de aspecto aleatorio y un esquema de color apagado se consideran típicos de Crodel. Eligió también una amplia aplicación de pintura empastada.
En 1909 fue nombrado miembro de la Comisión de la Bienal de Venecia, donde expuso en 1909 y 1910. En 1911, Paul Eduard Crodel fue miembro del jurado de la exposición de verano de la Secesión de Múnich.
Paul Eduard Crodel fue miembro de la Deutscher Künstlerbund , después de haber participado ya en la primera exposición conjunta con los secesionistas de Múnich en 1904 en el Royal edificio de exposiciones de arte en Königsplatz con la pintura Sommertag (Hesse).
Paul Eduard Crodel murió a la edad de 66 años de un derrame cerebral en Schönegg cerca de Dietramszell y fue enterrado en el Cementerio de los Doce Apóstoles de Berlín.